# Fabio Jephcott
Fabio Jephcott (Roma, 21 agosto 1954) è un regista italiano.

## Biografia
Laureato in scienze politiche presso l'università La Sapienza di Roma, Jephcott ha iniziato a lavorare nel mondo del cinema come aiuto regista, collaborando fra gli altri con Martin Scorsese in L'ultima tentazione di Cristo e con Jane Campion in Ritratto di signora. 
In seguito ha lavorato principalmente in ambito televisivo, dirigendo serie come Cuori rubati (2002), Caterina e le sue figlie (2005) e Il maresciallo Rocca e l'amico d'infanzia (2008).

## Filmografia parziale
- Sulle vie della droga (2000)
- Mai storie d'amore in cucina (2004)
- La stella dei Re (2007)